# Бейлі (Техас)
Бейлі (англ. Bailey) — місто (англ. city) в США, в окрузі Фаннін штату Техас. Населення — 220 осіб (2020).

## Географія
Бейлі розташоване за координатами 33°26′1″ пн. ш. 96°9′54″ зх. д. / 33.43361° пн. ш. 96.16500° зх. д. (33.433622, -96.165093).  За даними Бюро перепису населення США в 2010 році місто мало площу 1,03 км², уся площа — суходіл.

## Демографія
Згідно з переписом 2010 року, у місті мешкало 289 осіб у 98 домогосподарствах у складі 75 родин. Густота населення становила 281 особа/км².  Було 115 помешкань (112/км²).
Расовий склад населення:
| - 93,4 % — білих - 1,0 % — азіатів - 0,3 % — чорних або афроамериканців - 3,1 % — осіб інших рас |

До двох чи більше рас належало 2,1 %. Частка іспаномовних становила 8,0 % від усіх жителів.
За віковим діапазоном населення розподілялося таким чином: 29,1 % — особи молодші 18 років, 57,8 % — особи у віці 18—64 років, 13,1 % — особи у віці 65 років та старші. Медіана віку мешканця становила 36,2 року. На 100 осіб жіночої статі у місті припадало 91,4 чоловіків;  на 100 жінок у віці від 18 років та старших — 88,1 чоловіків також старших 18 років.
Середній дохід на одне домашнє господарство  становив 46 664 долари США (медіана — 46 250), а середній дохід на одну сім'ю — 49 237 доларів (медіана — 50 875). За межею бідності перебувало 16,7 % осіб, у тому числі 48,7 % дітей у віці до 18 років та 6,7 % осіб у віці 65 років та старших.
Цивільне працевлаштоване населення становило 101 особа. Основні галузі зайнятості: освіта, охорона здоров'я та соціальна допомога — 15,8 %, роздрібна торгівля — 14,9 %, публічна адміністрація — 11,9 %, науковці, спеціалісти, менеджери — 9,9 %.